# Academia de la Lengua Árabe de Israel
La Academia de la Lengua Árabe (árabe: مجمع اللغة العربية Mujma Allugha Al'arabiah; hebreo: האקדמיה ללשון הערבית HaAkademia LaLashon HaAravit) es un instituto para el estudio y la investigación de la Lengua árabe en Israel.

## Historia
La Academia de la Lengua Árabe, con sede en Haifa, se estableció en diciembre de 2007. Entre los fundadores se encuentra Sasson Somekh. Sus actividades se rigen por una Ley del Knesset aprobada en marzo de 2007 y son en gran medida paralelas a las de la Academia de la Lengua Hebrea. El presidente de la academia es el profesor Mahmoud Ghanayem.
La academia trabaja para promover:
•
Estudio de la historia de la lengua árabe.
•Estudio del idioma árabe: estructura, terminología, gramática, léxico, pronunciación, ortografía, lectura, escritura y ortografía, incluidas las innovaciones en el idioma y las adaptaciones derivadas de los avances tecnológicos y la informática avanzada.
•Edición de diccionarios
•Estudio de la cultura y la literatura árabe
Contacto y cooperación con la Academia de la Lengua Hebrea y los institutos de investigación árabe y hebreo en Israel y en el extranjero
•Cooperación con el Ministerio de Educación e instituciones de educación superior y servicios de consultoría
Publicación de textos y organización de congresos